# Route A57 (Grande-Bretagne)
Pour les articles homonymes, voir A57.
L'A57 est une importante route d'Angleterre. Elle s'étend de Liverpool à Lincoln, en passant par Warrington, Irlam, Eccles, Salford et Manchester, puis à travers les Pennines par Snake Pass (entre les régions de landes de Bleaklow (en) et Kinder Scout), près du Ladybower Reservoir, traversant Sheffield et Worksop.